# Droga wojewódzka nr 635
Droga wojewódzka nr 635 (DW635) – droga wojewódzka prowadząca z Wołomina przez Czarną do Węzła Wołomin-S8.
Droga prowadzi od skrzyżowania z DW634(aleja Niepodległości z ulicą Szosa Jadowska oraz z ulicą Wileńską) dalej aleją Niepodległości, ulicą Geodetów w Wołominie, następnie ulicą Wincentego Witosa do ronda im. Tadeusza Gołębiewskiego w Czarnej aż do węzła Wołomin na drodze ekspresowej S8.
W listopadzie 2022 roku oddano do użytku węzeł Wołomin na drodze ekspresowej S8 oraz odcinek DW635 od węzła Wołomin do ronda im. Tadeusza Gołębiewskiego w Czarnej. 
W lipcu 2024 roku popisano umowę na opracowanie koncepcji projektowej oraz uzyskanie decyzji środowiskowej dla budowy nowego odcinka drogi wojewódzkiej nr 635 tzw. obwodnicy Wołomina. Nowa droga będzie liczyła 21km, połączy drogę ekspresową S8 (Węzeł Wołomin) z drogą krajową nr 2 w gminie Halinów. 